# 몽골의 화산 목록
다음은 몽골의 화산 목록이다.
| 이름              | 원어명     | 해발고도 | 위치                                                  | 마지막 분화   |
| 부스오보          | Бүс овоо   | 1162m    | 북위 47° 07′ 동경 109° 05′ / 북위 47.12° 동경 109.08° | 홀로세        |
| 다리강가 화산지대 | Дариганга  | 1778m    | 북위 45° 20′ 동경 114° 00′ / 북위 45.33° 동경 114.00° | 홀로세        |
| 우란토구          | Уран-Тогоо | 1886m    | 북위 48° 40′ 동경 102° 45′ / 북위 48.67° 동경 102.75° | 홀로세        |
| 동드고비          | Дундговь   | 1120m    | 북위 45° 17′ 동경 106° 42′ / 북위 45.28° 동경 106.70° | 홀로세        |
| 호르고            | Хорго      | 2400m    | 북위 48° 10′ 동경 99° 42′ / 북위 48.17° 동경 99.70°   | 기원전 2980년 |
| 다리오부          | Дарь овоо  | 1354m    | 북위 45° 19′ 동경 113° 50′ / 북위 45.31° 동경 113.83° |               |

## 같이 보기
- 화산 목록
- 몽골의 지리